# Iditarod

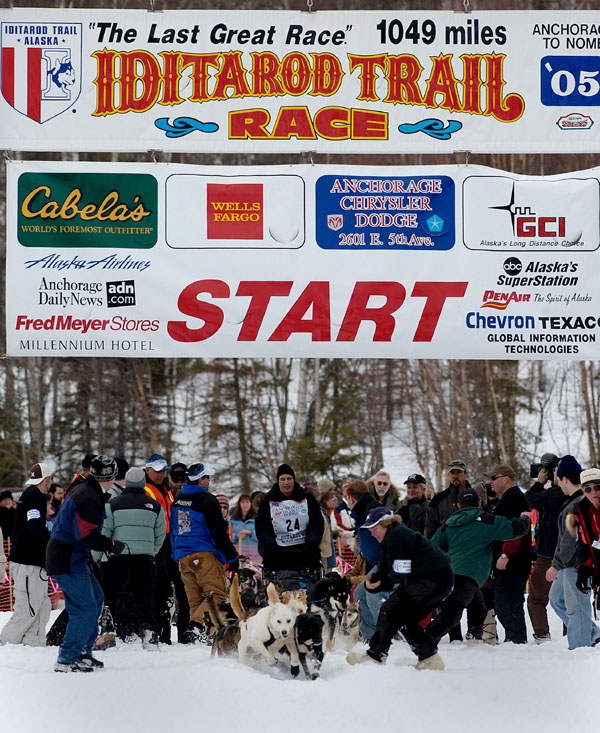
Línea de salida en Willow (Alaska) en 2005

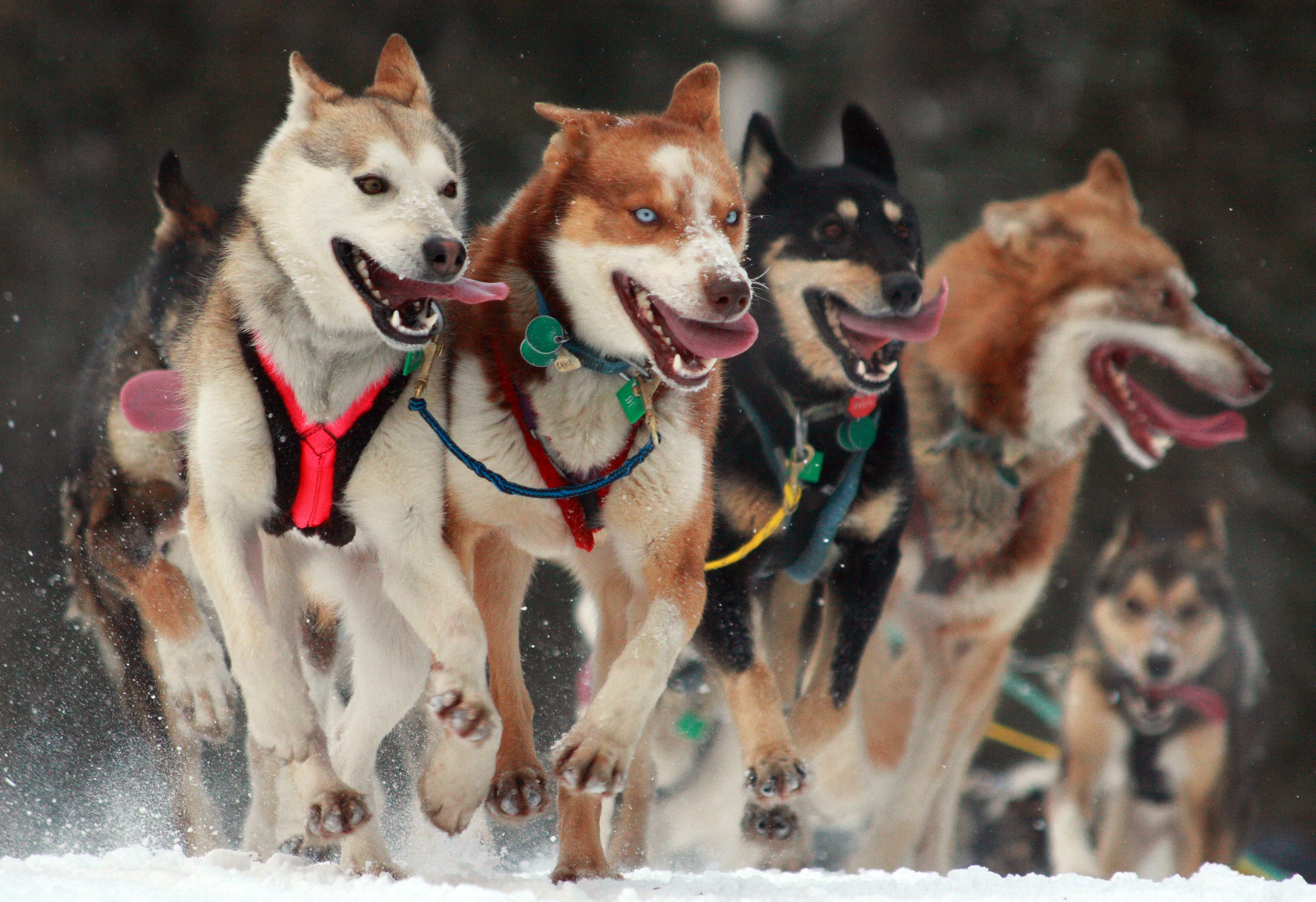
Carrera inaugural celebrada en 2010

Las carreras de trineo con perros de Iditarod (en inglés: Iditarod Trail Sled Dog Race; la expresión Iditarod significa Lugar Lejano en la lengua de los nativos de Alaska) son una competición anual de larga distancia que comienza a principios de marzo desde Anchorage hasta Nome, Alaska (Estados Unidos). La competición está formada por varios mushers que compiten con trineos formados por dieciséis perros de los cuales [al menos] seis deben pasar por la línea de meta tras recorrer una distancia de 1.510 km que puede durar entre nueve y quince días o más. La primera edición empezó en 1973 a modo de entrenamiento tanto para los mushers como para los perros para que estos pudieran rendir a un gran nivel.
Los equipos participantes deben hacer frente a las inclemencias meteorológicas con intensas tormentas de nieve con fuertes rachas de viento que pueden llegar a -73 °C. Antes del inicio se celebra un acto ceremonial en Anchorage seguido por una carrera hasta Willow. Al principio, la primera etapa se disputaba en Wasilla, pero debido a la escasa nieve concentrada en el lugar, empezó a disputarse en Willow desde 2008. La carrera discurre desde Willow por la cordillera de Alaska atravesando las poblaciones del interior hasta llegar a las costas del mar de Bering para finalmente llegar a Nome, Oeste de Alaska. Durante las etapas deben recorrer kilómetros de tundra y bosques de píceas a lo largo de colinas y montañas aparte de atravesar los ríos que los competidores se encuentren por el camino.
La primera etapa empieza por el centro urbano de Anchorage y la mayoría de las rutas pasan por pequeñas localidades diseminadas y por asentamientos de Atabascos e Inupiat. Las carreras de Iditarod son consideradas por los ciudadanos del Estado como parte de su historia, tradiciones y la relación entre perro y amo.
La competición es el evento deportivo más popular de Alaska, y aunque la mayoría de los mushers son nativos, la popularidad de las carreras han atraído la atención de corredores extranjeros como el suizo Martin Buser, el cual fue el primer extranjero en ganar la edición de 1992.
En 1985, Iditarod atrajo la atención fuera del Estado tras la primera victoria de una mujer en la competición, Libby Riddles. Susan Butcher pasó a ser la segunda mujer en ganar manteniendo un récord de cinco temporadas consecutivas.

## Origen
La Iditarod conmemora en origen la Carrera del suero a Nome de 1925. También conocida como la Gran carrera de la Misericordia fue el transporte de antitoxina diftérica a través del interior de Alaska por trineos tirados por perros que se fueron pasando la posta a lo largo de 1.085 km en cinco días y medio. Protagonizada por 20 mushers —en su gran mayoría atapascos y nativos de Alaska— y unos 150 perros de trineo, se consiguió salvar al pueblo de Nome y su comarca de una incipiente epidemia de difteria.

## Etapas

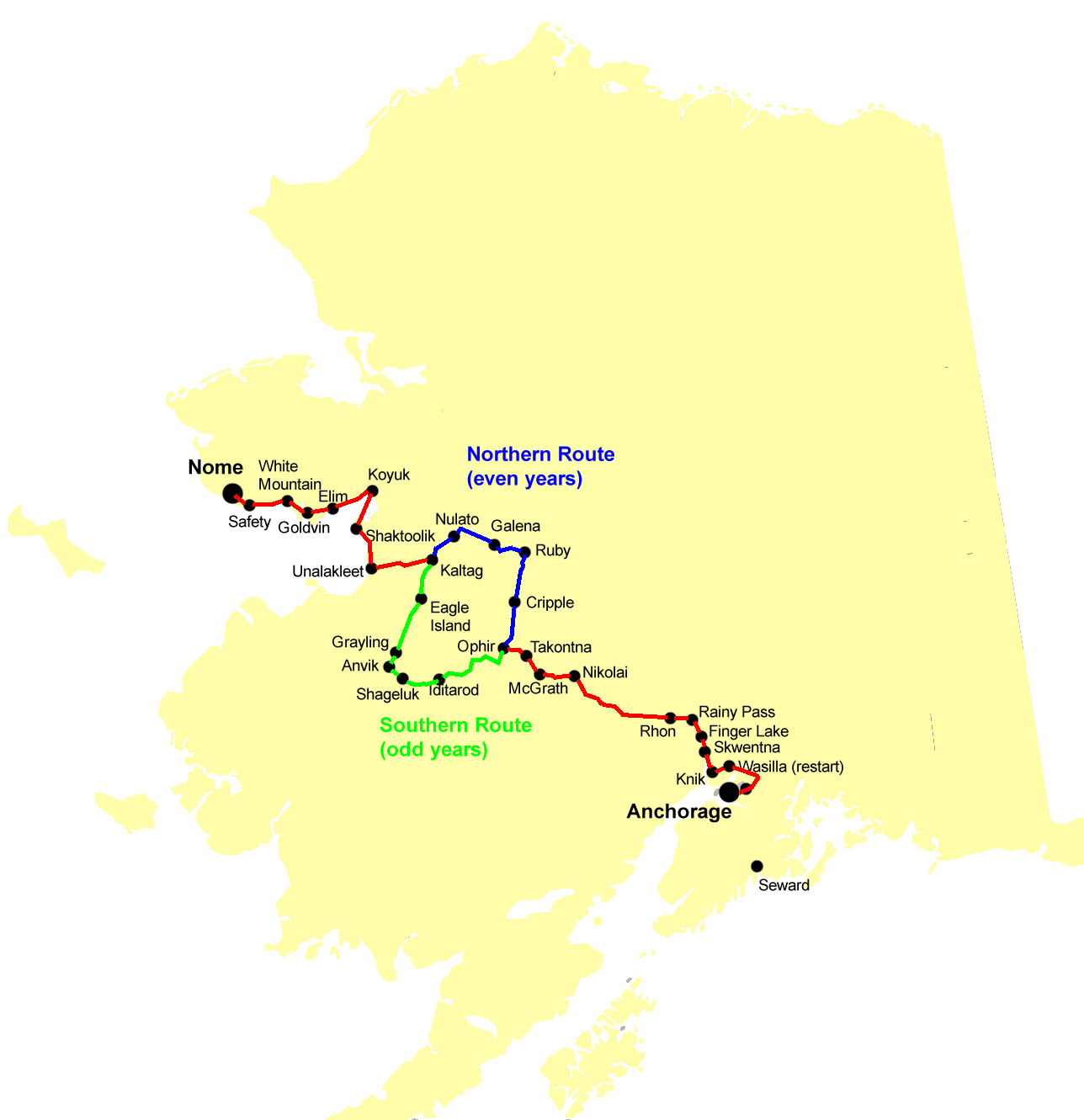
Mapa de Alaska con las rutas norte y sur

Las etapas de la competición varían dependiendo de si el año es par (ruta norte) o impar (ruta sur). No obstante ambos caminos discurren por 566 km desde Anchorage hasta Ophir separándose la ruta en dos caminos, que vuelven a unirse en Kaltag a lo largo de 557 km. Anteriormente las carreras eran por el norte, pero a partir de 1977 decidieron alternar para evitar molestias entre los vecinos de las localidades por las que pasan los trineos.